# Щепаньский, Хенрик
Хенрик Щепаньский (пол. Henryk Szczepański; 7 октября 1933 — 2 февраля 2015) — польский футболист (универсал), позже — тренер. Представлял Польшу на Олимпийских играх 1960 в Риме.

## Биография
Начал свою карьеру в «Полония Быдгощ». В 1957—1960 годах он был футболистом «Лодзи», с которым в 1957 году выиграл Кубок Польши по футболу, а годом позже — национальный чемпионат. В 1960 году уступил Роману Корынту в борьбе за титул игрока года в Польше, по версии газеты «Sport». В 1961 году он перешёл в «Одра Ополе», с которой в сезоне 1963/64 занял третье место (лучший результат в чемпионате в истории клуба). За эту команду он играл до 1967 года.
29 сентября 1957 года он дебютировал за сборную Польши в товарищеском матче против Болгарии в Софии (1:1). Он участвовал в Олимпийских играх 1960 года в Риме. Щепаньский провёл последний матч за сборную 1 ноября 1965 года в Риме против Италии в рамках квалификации к чемпионату мира 1966 года, его команда была разгромлена со счётом 6:1. В общей сложности он сыграл за Польшу 45 официальных матчей, в том числе 24 игры как капитан.
После ухода со спорта Щепаньский начал тренерскую деятельность, в основном он работал со столичной «Гвардией».